# Біладасенс
Біладасенс (Viladasens) — село в Іспанії, у складі автономної спільноти Каталонія, у провінції Жирона.

## Історія
Перший документ про Біладасенс датований 1058 роком під назвою: VILLAMAR DEASINIS. Біладасенс І для поселення в Іберійський період, як показують знахідки, зроблені на схилі крижаного колодязя і особливо в Хресті Фелліні, де під час будівництва шосе, знайшли шість хатин, які були невеликим центром керамічного виробництва з 3 століття до нашої ери. У римські часи через місто проходила Августова дорога. На рівнині на схід від міста було виявлено будівлю, яка могла б відповідати римському особняку (поруч із гуртожитком) Цінніана, яка дала назву річці Сіняна. В 11 столітті вже були засновані парафії Віладасенс і Фелліні, як показано в документах відповідних церков з романськими елементами. У ньому є новини про серію будинків (Blackberry, can strip, Adroit ca...), щоб довести значне розширення сільського господарства в середньовіччі. Дві парафії також утворили королівський бейлівський домен, який був майже для всього середньовіччя та сучасності.
Біладасенс завжди був сільським муніципалітетом: у 18 столітті відбулося деяке зростання з 250 жителів у 1718 році до 404 у 1787 році, яке залишалося без особливих змін до середини 20 століття. З тих пір глибокі зміни в сільському господарстві призвели до того, що багато будинків припинили діяльність, а населення скоротилося вдвічі: 357 мешканців у 1960 році потрапили до 189 у 1981 році. Два десятиліття, але були стабільністю, підтримкою деяких ферм, відповідним чином адаптованими до змін часу.
Таким чином, незважаючи на великі зміни, які відбулися, Viladasens досяг 21-го століття, зберігаючи свій по суті сільський вигляд, але не жертвуючи перевагами технічного прогресу.

## Пам'ятки
- Парафіяльна церква св. Вінсента (культовий храм)
- Церква Св. Мартіна Фелліні (культовий храм)
- Церква Сан-Мартін-де-ла-Мора (релігійний храм)
- Балагер Віладасенс і Фелліні (Цивільні будівлі)

## Знаменитості
Антоніо Мачадо провів у цьому місті свою останню ніч в Іспанії, з 26 на 27 січня, перед тим, як перетнути кордон із Францією.

## Економіка
Поширене богарне землеробство і скотарство.